# Рукометни савез Републике Српске
Рукометни савез Републике Српске (енгл. Handball Federation of Republic Srpska) кровна је спортска организација које окупља све рукометне клубове, рукометне судије и организује спортска такмичења у рукомету на територији Републике Српске.
Савез сарађује са Министарством породице, омладине и спорта Републике Српске. Сједиште савеза се налази у улици Браће Пантић бр.4 у Бањој Луци.
Под контролом савеза је Рукометна репрезентација Републике Српске која представља Републику Српску у међународним пријатељским утакмицама у рукомету.

## Такмичења у организацији РСРС
Рукометни савез Републике Српске у мушкој и женској конкуренцији организује сљедећа редовна такмичења у Републици Српској. Систем спровођења рукометних такмичења у Републици Српској утврђује Скупштина Рукометног савеза Републике Српске.
- Првенства Републике Српске у рукомету за све категорије, мушка и женска

1. Прва лига Републике Српске у рукомету, мушке екипе
2. Прва лига Републике Српске у рукомету, женске екипе
3. Друга лига Републике Српске у рукомету, женске екипе
4. Друга лига Републике Српске у рукомету, Запад, Исток
5. Свесрпски куп

- Куп Републике Српске у рукомету, мушка и женска категорија
- Турнири Републике Српске у рукомету, мушка и женска категорија, ветерани и школска такмичења
- Остала такмичења за која РСРС одлучи да су интересу промоције рукомета у Републици Српској

## Организација савеза
Рукометни савез Републике Српске је састављен од 5 регионалних рукометних савеза Републике Српске.
1. Регионални савез Бања Лука
2. Регионални савез Приједор
3. Регионални савез Добој
4. Регионални савез Бијељина
5. Регионални савез Херцеговачко - Романински

- Удружење рукометних клубова Прве лиге Републике Српске
- Удружење рукометних судија Републике Српске
- Удружење рукометних тренера Републике Српске

## Рукометни клубови Републике Српске
Рукометни клубови Републике Српске су они рукометни клубови, који су уредно регистровани код основног суда и Министарства породице, омладине и спорта Републике Српске, као и у Рукометном савезу Републике Српске.
- Рукометни клуб Борац, Бања Лука
- Рукометни клуб Калућер, Бања Лука
- Омладински рукометни клуб Омладинац, Бања Лука
- Рукометни клуб Младост, Бања Лука
- Рукометни клуб Славија, Источно Сарајево
- Рукометни клуб Леотар, Требиње
- Рукометни клуб Бијељина, Бијељина
- Рукометни клуб Србац, Србац
- Рукометни клуб Дервента, Дервента
- Рукометни клуб Слога, Добој
- Рукометни клуб Локомотива, Брчко
- Рукометни клуб Козара МП, Козарска Дубица
- Рукометни клуб Приједор, Приједор
- Рукометни клуб Дрина, Зворник
- Рукометни клуб Херцеговац, Билећа
- Рукометни клуб Теслић, Теслић
- Рукометни клуб Херцеговина, Невесиње
- Рукометни клуб Котор Варош, Котор Варош
- Рукометни клуб Слога, Прњавор
- Женски рукометни клуб Борац, Бања Лука
- Женски рукометни клуб Мира, Приједор
- Женски рукометни клуб Добој, Добој
- Женски рукометни клуб Леотар Требиње
- Женски рукометни клуб Јединство, Брчко
- Женски рукометни клуб Радник, Бијељина
- Женски рукометни клуб Рогатица, Рогатица
- Женски рукометни клуб Кнежопољка, Козарска Дубица
- Женски рукометни клуб Дубица, Козарска Дубица
- Женски рукометни клуб Брод, Брод
- Женски рукометни клуб Борја, Теслић
- Женски рукометни клуб Дервента, Дервента
- Женски рукометни клуб Србац, Србац